# Anemia zanonii
Anemia zanonii är en ormbunkeart som beskrevs av John T. Mickel. Anemia zanonii ingår i släktet Anemia och familjen Anemiaceae. Inga underarter finns listade.